# Olympische Winterspiele 2022/Biathlon/Qualifikation
Für die Wettbewerbe im Biathlon bei den Olympischen Winterspielen 2022 in Peking waren insgesamt 210 Quotenplätze vorgesehen (105 pro Geschlecht). Pro Nation durften sowohl bei den Männern als auch bei den Frauen maximal sechs Athleten nominiert werden, pro Rennen durften maximal vier an den Start gehen. Eine Ausnahme bildeten die Massenstarts, bei denen auch unter Umständen fünf oder sechs Athleten starten durften, sofern sie dazu berechtigt waren. China standen als Gastgebernation bei beiden Geschlechtern mindestens zwei Quotenplätze zu.

## Qualifikationssystem
Die Qualifikationsphase fand zwischen November 2020 und Januar 2022 statt. Grundlage war die sogenannte "OWG NOC Quota List" (Olympic Winter Games National Olympic Committees Quota List, dt. Quotenliste Olympische Winterspiele Nationale Olympische Komitees). Diese enthielt die besten Nationencupergebnisse einer Nation und zwar die besten sechs Sprints, das beste Einzel, sowie drei Staffeln und je eine Mixed- und Single-Mixed-Staffel. Die Nationen, die bei dem jeweiligen Geschlecht auf den Plätzen 1–3 lagen, erhielten die Möglichkeit, sechs Athleten zu nominieren. Die Nationen auf den Plätzen 4 bis 10 durften fünf Athleten benennen und die Länder auf den Positionen 11 bis 20 erhielten die Möglichkeit, jeweils vier Starter für die Olympischen Winterspiele 2022 zu nominieren. Die übrigen zwölf Quotenplätze pro Geschlecht wurden anhand der "IBU qualifying points list" vergeben, nach der die besten, bislang noch nicht qualifizierten, NOKs bis zu zwei Quotenplätze erhielten. Welche Athleten an den Start gingen, entschied das jeweilige Nationale Olympische Komitee, diese mussten allerdings die vorgeschriebenen Mindestanforderungen erfüllen.

## Qualifizierte Nationen
| Nation             | Männer | Frauen | Gesamt |
| ------------------ | ------ | ------ | ------ |
| Belarus            | 5      | 5      | 10     |
| Belgien            | 4      | 1      | 5      |
| Bulgarien          | 4      | 4      | 8      |
| China              | 4      | 4      | 8      |
| Dänemark 1         |        | 1      | 1      |
| Deutschland        | 6      | 5      | 11     |
| Estland            | 4      | 4      | 8      |
| Finnland           | 4      | 4      | 8      |
| Frankreich         | 6      | 6      | 12     |
| Italien            | 5      | 5      | 10     |
| Japan              | 2      | 4      | 6      |
| Kanada             | 4      | 4      | 8      |
| Kasachstan         | 2      | 1      | 3      |
| Lettland           |        | 1      | 1      |
| Litauen            | 4      | 1      | 5      |
| Moldau             | 2      | 2      | 4      |
| Neuseeland         | 1      |        | 1      |
| Norwegen           | 6      | 6      | 12     |
| Österreich         | 5      | 5      | 10     |
| Polen              | 1      | 4      | 5      |
| ROC                | 5      | 5      | 10     |
| Rumänien           | 1      | 1      | 2      |
| Schweden           | 5      | 6      | 11     |
| Schweiz            | 4      | 4      | 8      |
| Slowakei           | 4      | 4      | 8      |
| Slowenien          | 4      | 2      | 6      |
| Südkorea           | 1      | 2      | 3      |
| Tschechien         | 5      | 5      | 10     |
| Ukraine            | 5      | 5      | 10     |
| Vereinigte Staaten | 4      | 4      | 8      |
| Gesamt: 30 NOKs    | 107    | 105    | 212    |

## Männer

### Qualifizierte NOKs über die "OWG NOC Quota List"
| Platz | NOK         | nominierte Athleten    | nominierte Athleten   | nominierte Athleten    | nominierte Athleten  | nominierte Athleten        | nominierte Athleten |
| ----- | ----------- | ---------------------- | --------------------- | ---------------------- | -------------------- | -------------------------- | ------------------- |
| 1     | Norwegen    | Filip Fjeld Andersen   | Sivert Guttorm Bakken | Johannes Thingnes Bø   | Tarjei Bø            | Vetle Sjåstad Christiansen | Sturla Holm Lægreid |
| 2     | Frankreich  | Fabien Claude          | Simon Desthieux       | Quentin Fillon Maillet | Antonin Guigonnat    | Émilien Jacquelin          | Éric Perrot         |
| 3     | Deutschland | Benedikt Doll          | Johannes Kühn         | Erik Lesser            | Philipp Nawrath      | Roman Rees                 | David Zobel         |
| 4     | Schweden    | Peppe Femling          | Jesper Nelin          | Martin Ponsiluoma      | Sebastian Samuelsson | Malte Stefansson           | —                   |
| 5     | ROC         | Said Karimulla Chalili | Eduard Latypow        | Alexander Loginow      | Daniil Serochwostow  | Maxim Zwetkow              | —                   |
| 6     | Italien     | Didier Bionaz          | Thomas Bormolini      | Tommaso Giacomel       | Lukas Hofer          | Dominik Windisch           | —                   |
| 7     | Österreich  | Simon Eder             | Patrick Jakob         | David Komatz           | Felix Leitner        | Harald Lemmerer            | —                   |
| 8     | Ukraine     | Anton Dudtschenko      | Dmytro Pidrutschnyj   | Artem Pryma            | Artem Tyschtschenko  | Bohdan Zymbal              | —                   |
| 9     | Belarus     | Raman Jaljotnau        | Mikita Labastau       | Dsmitryj Lasouski      | Anton Smolski        | Maksim Warabej             | —                   |
| 10    | Tschechien  | Mikuláš Karlík         | Michal Krčmář         | Jakub Štvrtecký        | Adam Václavík        | Milan Žemlička             | —                   |
| 11    | Slowenien   | Miha Dovžan            | Jakov Fak             | Lovro Planko           | Rok Tršan            | —                          | —                   |
| 12    | Kanada      | Jules Burnotte         | Christian Gow         | Scott Gow              | Adam Runnalls        | —                          | —                   |
| 13    | Schweiz     | Joscha Burkhalter      | Niklas Hartweg        | Sebastian Stalder      | Benjamin Weger       | —                          | —                   |
| 14    | USA         | Jake Brown             | Sean Doherty          | Leif Nordgren          | Paul Schommer        | —                          | —                   |
| 15    | Finnland    | Tuomas Harjula         | Olli Hiidensalo       | Heikki Laitinen        | Tero Seppälä         | —                          | —                   |
| 16    | Litauen     | Linas Banys            | Karol Dombrovski      | Tomas Kaukėnas         | Vytautas Strolia     | —                          | —                   |
| 17    | Belgien     | César Beauvais         | Florent Claude        | Tom Lahaye-Goffart     | Thierry Langer       | —                          | —                   |
| 18    | Bulgarien   | Wladimir Iliew         | Dimitar Gerdschikow   | Anton Sinapow          | Blagoj Todew         | —                          | —                   |
| 19    | Estland     | Kalev Ermits           | Raido Ränkel          | Kristo Siimer          | Rene Zahkna          | —                          | —                   |
| 20    | Slowakei    | Matej Baloga           | Šimon Bartko          | Michal Šíma            | Tomáš Sklenárik      | —                          | —                   |
| HC    | VR China    | Cheng Fangming         | Yan Xingyuan          | Zhang Chunyu           | Zhu Zhenyu           | —                          | —                   |

### Weitere qualifizierte NOKs
| NOK        | qualifiziert         | nominierte Athleten | nominierte Athleten |
| ---------- | -------------------- | ------------------- | ------------------- |
| Südkorea   | über IBU-Punkteliste | Timofei Lapschin    | —                   |
| Moldau     | über IBU-Punkteliste | Maxim Makarow       | Michail Ussow       |
| Japan      | über IBU-Punkteliste | Tsukasa Kobonoki    | Kōsuke Ozaki        |
| Kasachstan | über IBU-Punkteliste | Wladislaw Kirejew   | Alexander Muchin    |
| Neuseeland | über IBU-Punkteliste | Campbell Wright     | —                   |
| Rumänien   | über IBU-Punkteliste | George Colțea       | —                   |
| Polen      | über IBU-Punkteliste | Grzegorz Guzik      | —                   |

## Frauen

### Qualifizierte NOKs über die "OWG NOC Quota List"
| Platz | NOK         | nominierte Athleten    | nominierte Athleten      | nominierte Athleten        | nominierte Athleten   | nominierte Athleten     | nominierte Athleten        |
| ----- | ----------- | ---------------------- | ------------------------ | -------------------------- | --------------------- | ----------------------- | -------------------------- |
| 1     | Schweden    | Mona Brorsson          | Anna Magnusson           | Stina Nilsson              | Linn Persson          | Elvira Öberg            | Hanna Öberg                |
| 2     | Norwegen    | Tiril Eckhoff          | Emilie Ågheim Kalkenberg | Karoline Offigstad Knotten | Ida Lien              | Marte Olsbu Røiseland   | Ingrid Landmark Tandrevold |
| 3     | Frankreich  | Anaïs Bescond          | Paula Botet              | Justine Braisaz-Bouchet    | Chloé Chevalier       | Anaïs Chevalier-Bouchet | Julia Simon                |
| 4     | Deutschland | Denise Herrmann        | Vanessa Hinz             | Franziska Preuß            | Vanessa Voigt         | Anna Weidel             | —                          |
| 5     | Belarus     | Dsinara Alimbekawa     | Jelena Krutschinkina     | Iryna Leschtschanka        | Alina Piltschuk       | Hanna Sola              | —                          |
| 6     | ROC         | Irina Kasakewitsch     | Swetlana Mironowa        | Uljana Nigmatullina        | Kristina Reszowa      | Walerija Wasnezowa      | —                          |
| 7     | Ukraine     | Olena Bilossjuk        | Darija Blaschko          | Julija Dschyma             | Iryna Petrenko        | Walentyna Semerenko     | —                          |
| 8     | Österreich  | Lisa Hauser            | Katharina Innerhofer     | Anna Juppe                 | Julia Schwaiger       | Dunja Zdouc             | —                          |
| 9     | Italien     | Michela Carrara        | Samuela Comola           | Federica Sanfilippo        | Lisa Vittozzi         | Dorothea Wierer         | —                          |
| 10    | Tschechien  | Lucie Charvátová       | Markéta Davidová         | Jessica Jislová            | Eva Puskarčíková      | Tereza Voborníková      | —                          |
| 11    | Schweiz     | Amy Baserga            | Irene Cadurisch          | Selina Gasparin            | Lena Häcki            | —                       | —                          |
| 12    | USA         | Susan Dunklee          | Clare Egan               | Deedra Irwin               | Joanne Reid           | —                       | —                          |
| 13    | Polen       | Monika Hojnisz-Staręga | Anna Mąka                | Kinga Zbylut               | Kamila Żuk            | —                       | —                          |
| 14    | Kanada      | Megan Bankes           | Sarah Beaudry            | Emily Dickson              | Emma Lunder           | —                       | —                          |
| 15    | Finnland    | Mari Eder              | Erika Jänkä              | Nastassja Kinnunen         | Suvi Minkkinen        | —                       | —                          |
| 16    | Estland     | Susan Külm             | Regina Oja               | Johanna Talihärm           | Tuuli Tomingas        | —                       | —                          |
| 17    | Slowakei    | Ivona Fialková         | Paulína Fialková         | Henrieta Horvátová         | Veronika Machyniaková | —                       | —                          |
| 18    | Japan       | Asuka Hachisuka        | Sari Maeda               | Fuyuko Tachizaki           | Yurie Tanaka          | —                       | —                          |
| 19    | VR China    | Chu Yuanmeng           | Ding Yuhuan              | Meng Fanqi                 | Tang Jialin           | —                       | —                          |
| 20    | Bulgarien   | Lora Christowa         | Daniela Kadewa           | Marija Sdrawkowa           | Milena Todorowa       | —                       | —                          |

### Weitere qualifizierte NOKs
| NOK        | qualifiziert         | nominierte Athleten              | nominierte Athleten |
| ---------- | -------------------- | -------------------------------- | ------------------- |
| Lettland   | über IBU-Punkteliste | Baiba Bendika                    | —                   |
| Moldau     | über IBU-Punkteliste | Alla Ghilenko                    | Alina Stremous      |
| Belgien    | über IBU-Punkteliste | Lotte Lie                        | —                   |
| Kasachstan | über IBU-Punkteliste | Galina Wischnewskaja-Scheporenko | —                   |
| Slowenien  | über IBU-Punkteliste | Polona Klemenčič                 | Živa Klemenčič      |
| Südkorea   | über IBU-Punkteliste | Jekaterina Awwakumowa            | Kim Seon-su         |
| Dänemark 1 | über IBU-Punkteliste | Ukaleq Astri Slettemark          | —                   |
| Litauen    | über IBU-Punkteliste | Gabrielė Leščinskaitė            | —                   |
| Rumänien   | über IBU-Punkteliste | Natalja Uschkina                 | —                   |